# Hieronymus Bosch
Hieronymus Bosch [ɦijeːˈɾoːnimʏs ˈbɔs] (niederländisch auch Jheronimus Bosch; * um 1450 in ’s-Hertogenbosch als Jheronimus van Aken [jeɪˈɾoːnimʏs vɑn ˈaːkə(n)]; † August 1516 ebenda) war ein niederländischer Maler der Spätgotik bzw. der Renaissance. Bosch stammte aus einer Malerfamilie. Er hatte seine Auftraggeber vielfach im höheren Adel und Klerus. Seine Gemälde, meist in Öl auf Eichenholz, zeigen in der Regel religiöse Motive und Themen. Sie sind reich an Figuren, Fabelwesen und ungewöhnlichen Bildelementen, deren Deutungszusammenhang und Interpretation oft nicht gesichert sind. Boschs Werk findet bis heute regelmäßige Aufmerksamkeit und wurde in der Kunst vielfach rezipiert. Über sein Leben gibt es nur wenige gesicherte Anhaltspunkte.

## Herkunft und Name

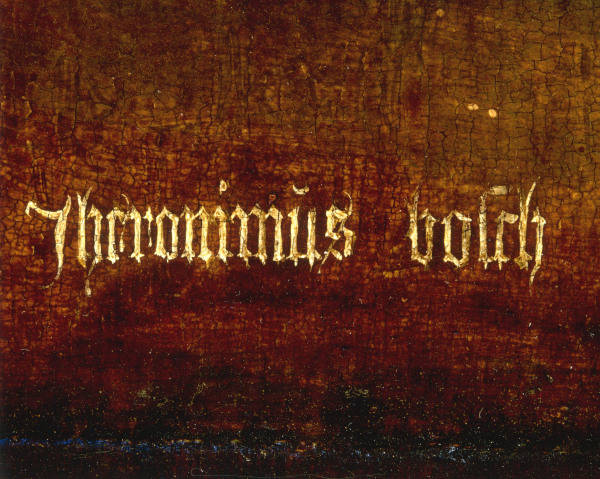
Signatur von Hieronymus Bosch

Hieronymus Bosch entstammte der Malerfamilie „van Aken“, deren Herkunftsname darauf verweist, dass die direkten Vorfahren in der väterlichen Linie aus Aachen stammten. Vier Generationen von Malern sind nachgewiesen: Hieronymus Boschs Urgroßvater Thomas van Aken war als Maler in Nijmegen tätig. Sein Großvater Jan van Aken zog um 1426 von Nijmegen in die aufstrebende Stadt ’s-Hertogenbosch. Vier der fünf Söhne Jans, darunter Hieronymus’ Vater Anthonius van Aken, wurden ebenfalls Maler. Seinen sozialen Aufstieg krönte Anthonius 1462 mit dem Erwerb eines steinernen Hauses direkt am Marktplatz, in das er auch seine Malerwerkstatt verlagerte. Mit seiner Gattin Aleid van der Mynnen hatte er fünf Kinder: zwei Töchter (eine hieß Herberta) und die drei Söhne: Goeswinus oder Goessen van Aken, Jan van Aken und, als fünftes Kind, Jheronimus van Aken (Hieronymus).
Hieronymus benannte sich später nach seiner Heimatstadt, die auch Den Bosch genannt wird. In Spanien, wo einige seiner bedeutendsten Gemälde im Museo del Prado ausgestellt sind, spricht man von El Bosco.

## Leben
Hieronymus folgte wie seine beiden älteren Brüder der Familientradition und erhielt wie sie seine Malerausbildung zumindest zeitweise in der väterlichen Werkstatt. Nach dem Tod des Vaters führte Goessen als ältester Sohn die Werkstatt weiter.
Hieronymus Bosch wurde erstmals 1474 urkundlich erwähnt. 1481 heiratete er die Patriziertochter Aleyd Goyaert van de Mervenne, die ein Haus und ein Landgut in die Ehe einbrachte. Das verhalf Bosch zu einer größeren Unabhängigkeit. Die Ehe blieb kinderlos.
1488 trat er der religiösen Bruderschaft Unserer Lieben Frau der örtlichen St.-Johannes-Kathedrale bei, erst als äußeres, dann als geschworenes Mitglied. Der elitäre innere Zirkel der Bruderschaft umfasste etwa 60 Personen, die in der Regel aus der höchsten aristokratischen beziehungsweise patrizischen städtischen Schicht kamen und fast alle Geistliche verschiedener Weihegrade waren. Fast die Hälfte waren weltliche Priester, die teilweise zugleich Notare waren. Ferner gab es unter ihnen Ärzte und Apotheker sowie einige wenige Künstler: Musiker, einen Architekten und nur einen Maler – Hieronymus Bosch.
Die Bruderschaft pflegte Kontakt zu den höchsten Kreisen des Adels, der Geistlichkeit und der städtischen Eliten in den Niederlanden. Neben dieser politisch-gesellschaftlichen Seite war sie gleichermaßen religiös ausgerichtet und wurde von den Dominikanern betreut. Die Mitglieder trafen sich einmal im Monat zum Mahl und zweimal in der Woche zur Messe. Johannes-, Marien- und andere Festtage wurden durch geistliche Spiele und Prozessionen begangen. In den Reihen der Brüder und vermittelt durch deren Kontakte zum Hochadel fand Bosch seine Auftraggeber.
Neben der Liebfrauenbruderschaft arbeitete er für die städtische Elite und den niederländischen Hochadel. Zu seinen bedeutendsten Auftraggebern gehörten der regierende Fürst der Niederlande Erzherzog Philipp der Schöne und sein Hof.
Bosch starb 1516 im Alter von etwa 65 Jahren in seiner Heimatstadt.

## Werk

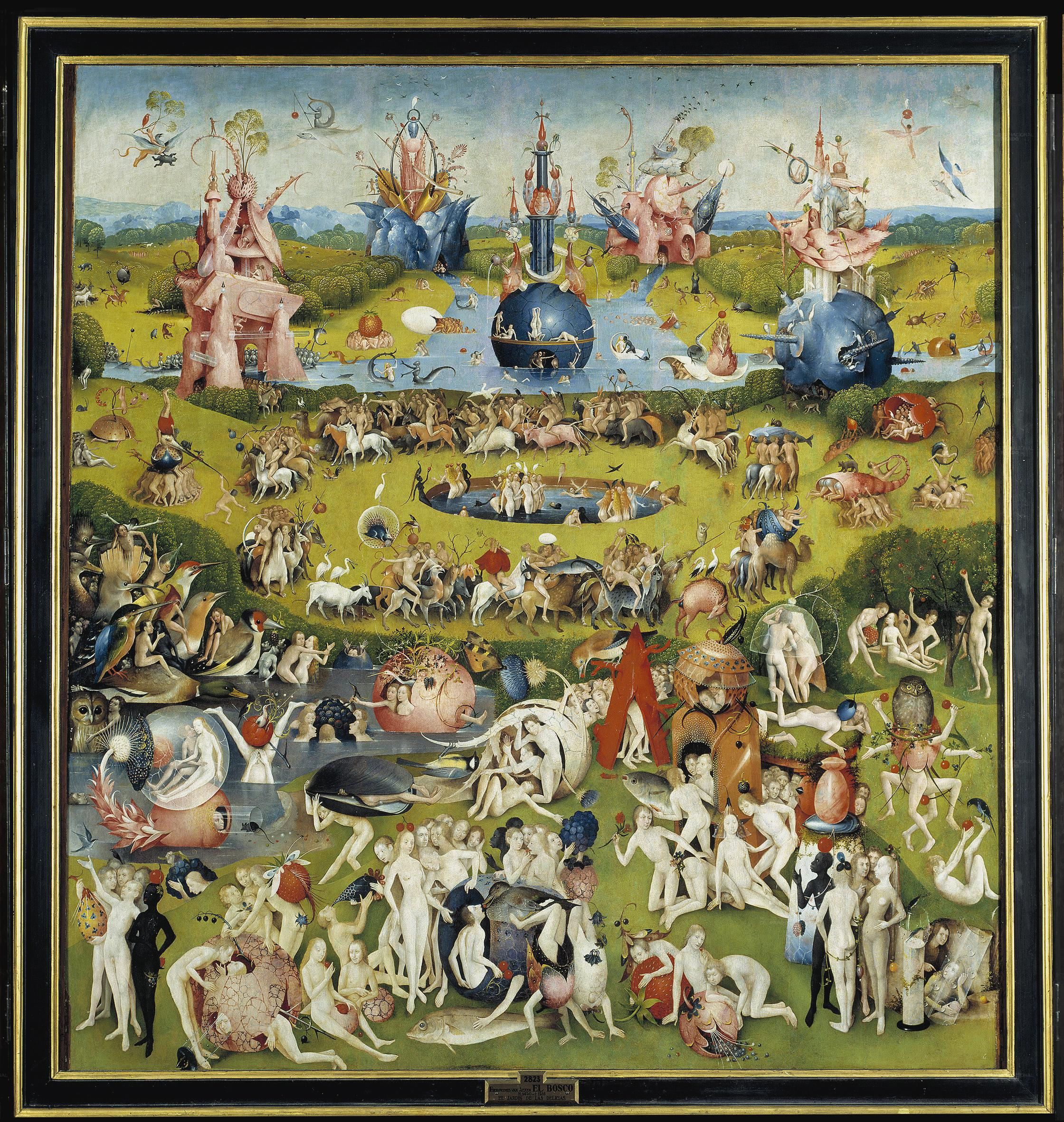
Mitteltafel des Triptychons Garten der Lüste

### Malweise, Themen
Hieronymus Bosch lebte im Zeitalter der Renaissance, einer Periode des ökonomischen Aufbruchs, der fürstlichen Machtpolitik und der Forderung nach religiöser und sittlicher Erneuerung. Er unterzog in seinen Bildern alle Stände einer Kritik, nicht nur den Klerus. Bosch malte vielfach religiöse Motive und Thematiken. Triptychen wie Der Heuwagen und Der Garten der Lüste waren dagegen eindeutig nicht für einen Altar gedacht, sondern zur Beeindruckung und Unterhaltung eines höfischen Publikums.
Sein Werk entzieht sich einer einfachen Deutung: Während es teils plausible Interpretationen seiner Werke gibt, sind viele Darstellungen rätselhaft geblieben bzw. die Interpretation strittig. Bosch selbst hat keine schriftlichen Aufzeichnungen zu seinen Werken hinterlassen.
Bosch malte zumeist mit Ölfarben, selten mit Tempera, auf Eichenholz. Seine Palette war in vielen Bildern nicht sehr reichhaltig.
Er setzte Azurit für den Himmel und Landschaften im Hintergrund, grüne Lasuren und kupferhaltige Pigmente (Malachit und Kupfer(II)-acetat (Grünspan)) für Laub und Landschaften im Vordergrund und Bleizinngelb, Ocker und Roten Lack (Karmin oder Färberkrapp) für die wichtigen Bildelemente ein.
Erhalten geblieben sind von Boschs Werken vor allem Gemälde auf Holztafeln, daneben einige Zeichnungen auf Papier.

### Zuschreibungen

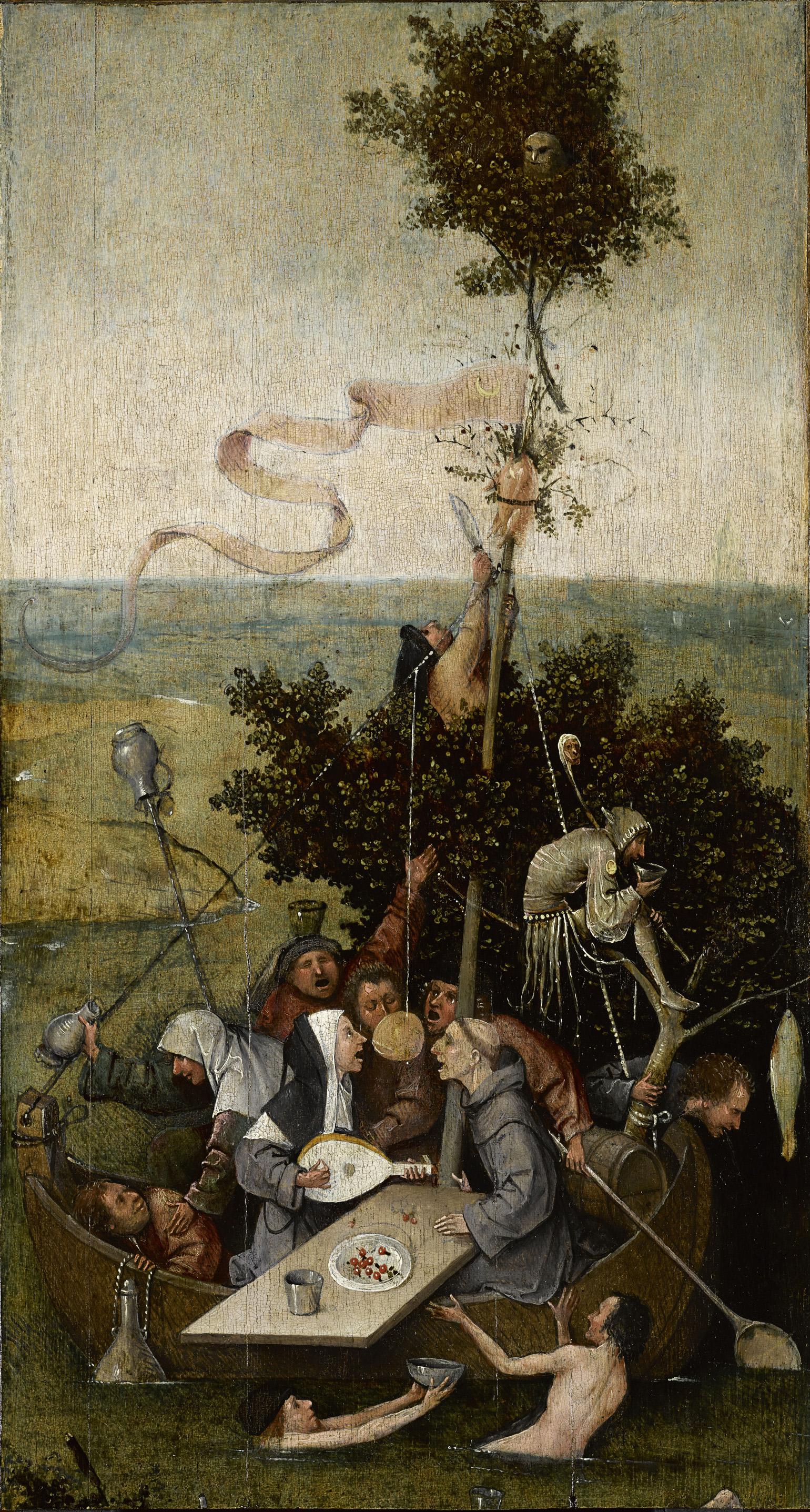
Das Narrenschiff, Louvre, Paris

In der Vergangenheit wurden Gemälde einerseits neu Hieronymus Bosch zugeschrieben, andere aufgrund neuerer Erkenntnisse ihm nicht mehr zugeordnet. Bei diesen Neubewertungen der einschlägigen Werke waren die Einschätzungen oft strittig.
In der Vorbereitung einer Bosch-Ausstellung in Rotterdam 2001 untersuchte Peter Klein von der Universität Hamburg die von Bosch und seiner Werkstatt als Maluntergrund benutzten Eichentafeln mit der Analysemethode der Dendrochronologie. In Folge mussten einige bislang Bosch zugeschriebene Werke aus dem Gesamtwerk ausgeschieden werden, so Die Hochzeit zu Kana. Die Tafeln bestehen aus Holz von Bäumen, die zum Teil Jahrzehnte nach Boschs Tod gefällt worden sein sollen. Kleins Bewertungen werden allerdings kontrovers diskutiert.
Im Rahmen der Vorbereitung zur großen Bosch-Jubiläumsausstellung anlässlich seines 500. Todestages im Frühjahr 2016 im Noordbrabants Museum in ’s-Hertogenbosch wurden durch das Bosch Research and Conservation Project (BRCP) 21 Gemälde und 20 Zeichnungen als eigenhändig bewertet.
Nach dem catalogue raisonné von 2016 werden Der Gaukler (Saint-Germain-en-Laye, Musée municipal), Das Steinschneiden und Die sieben Todsünden (bzw. „Tafel der Sieben Todsünden und der Vier Letzten Dinge“ in Madrid) nicht mehr Bosch zugeschrieben.

### Wiederkehrende Bildelemente

#### Symbole
Hieronymus Bosch verwendete in vielen seiner Bilder immer wieder die gleichen Symbole, deren Bedeutung heute teils durch Texte überliefert ist, teils sich durch den Vergleich seiner Werke mit anderen ergibt. Über diese Symbolik bzw. Ikonographie gibt es eine Vielzahl von teilweise sehr umfangreichen philologischen und kunsthistorischen Untersuchungen.
- Der Bär steht für die Todsünde „Zorn“.
- Die Kröte – sie hockt meistens auf einer Person – steht für „Verdorbenheit“. Hockt sie auf dem Geschlechtsteil, wird dies als Anspielung auf die Todsünde „Wollust“ gesehen, hockt sie auf der Brust oder im Gesicht, kann dies auch eine Anspielung auf die Todsünde „Hochmut“ (Hoffart, Dünkel) sein.
- Der Trichter, zumeist einer Person umgekehrt auf den Kopf gestülpt, steht für „Gemeinheit, betrügerische Absicht“ (der Träger des Trichters hat sich gegen den Himmel, das Auge Gottes abgeschirmt).
- Der Pfeil signalisiert ebenfalls das Böse, manchmal steckt er den Personen quer im Hut oder in der Mütze, manchmal durchstößt er die Körper, manchmal steckt er im Anus einer halbnackten Person (was auch eine Anspielung auf „Verdorbenheit“ ist).
- Der Krug steht häufig in Kombination mit einem Stock, manchmal ist er direkt darauf gespießt. Es ist eine sexuelle Anspielung, die auf „Wollust“ hinweist.
- Gleiches gilt für das Fass mit dem Spund, auch häufig in Kombination mit einem Stock vorzufinden.
- Auch die Sackpfeife ist eine Anspielung auf die Todsünde „Wollust“.
- Die Eule kann in christlichen Bildern nicht im antik-mythologischen Sinn als Symbol der Weisheit interpretiert werden. Bosch hat die Eule in vielen Bildern untergebracht; er setzt sie dabei manchmal in den Kontext zu Personen, die sich heimtückisch verhalten oder einer Todsünde verfallen sind. Deshalb wird vielfach angenommen, dass sie als Nachttier und Raubvogel für das Böse steht und Torheit, geistige Blindheit und die Unbarmherzigkeit alles Irdischen versinnbildlicht.
- Die Deutung von Symbolen hängt sehr von ihrem jeweiligen Bildkontext ab, so dass ein positives Symbol wie der Schwan, der im Zusammenhang mit Maria Reinheit und Keuschheit bedeutet, in anderen Bildkontexten das Gegenteil bedeuten kann. So ziert er auf einer Fahne ein Haus, das durch andere Symbole eindeutig als Bordell ausgewiesen ist.

#### Dämonen und Fabelwesen

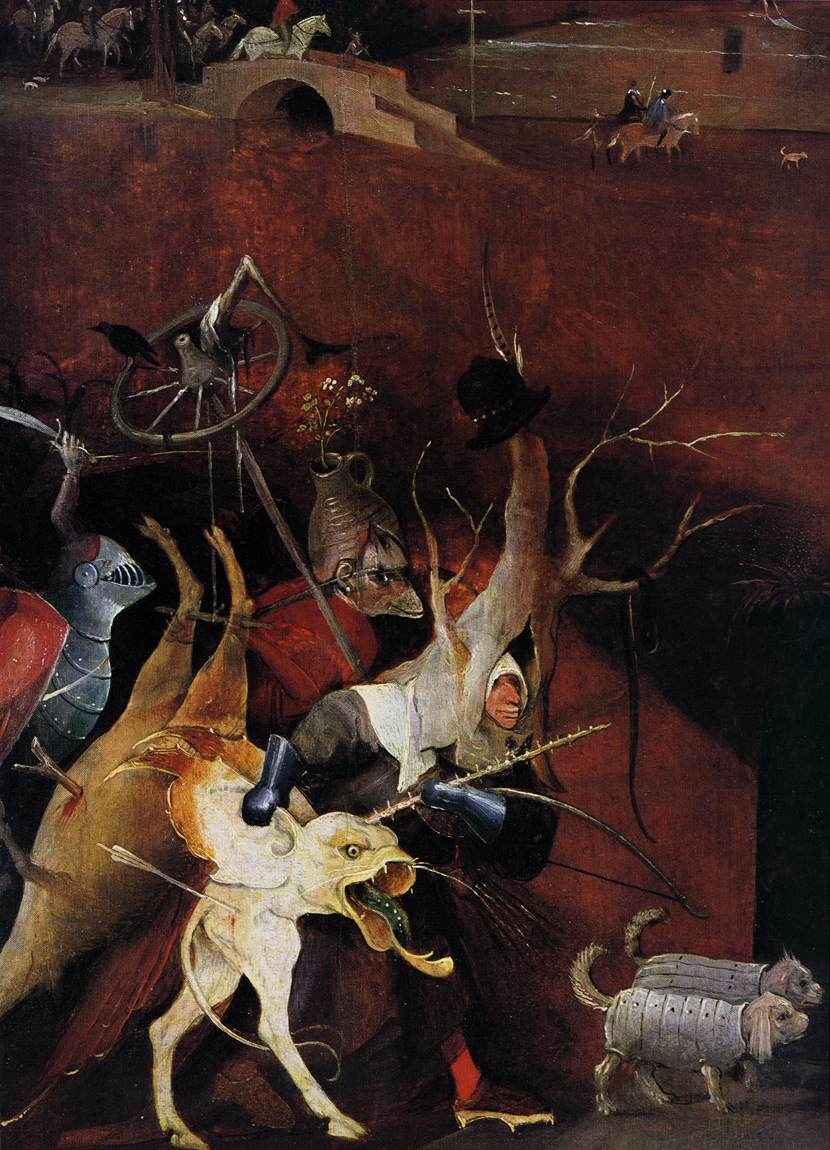
Detail aus dem Triptychon Die Versuchung des Heiligen Antonius

Bei vielen Bildern Boschs sind dämonische Figuren und Fabelwesen eingearbeitet. Es erscheinen auch menschliche Wesen mit Tierköpfen von Fischen, Vögeln, Schweinen oder Raubtieren, hässliche Gnome und Monster bevölkern die Bilder. Sie quälen wehrlose Menschen oder führen sie der Verdammnis zu.
Die Abbildung von Fabelwesen war im Mittelalter nichts Ungewöhnliches; sie kam in den sogenannten Bestiarien vor. Das Bestiarium entwickelte sich aus dem Physiologus, einem aus Alexandria (Ägypten) stammenden mythologischen „Tierkundebuch“, das im frühen Mittelalter seinen Weg nach Europa fand und übersetzt wurde. Bestiarien sind allegorische Tierbücher, die wirkliche und fantastische Tiere beschreiben und ihre tatsächlichen oder vermeintlichen Eigenheiten typologisch herauszustellen suchen. Sie dienten als didaktische Medien für Belehrungen in Moral und Religion und waren sehr beliebt, da die Menschen exotische Tiere von anderen Kontinenten nur über diese Bücher kennenlernen konnten. Aber es fanden auch mythische Tiere wie das Einhorn oder der Drache Eingang in solche Werke.
Dass Bosch Bestiarien kannte und schätzte, spiegeln einige seiner Bilder wider. Immer wieder tauchen dort reale, in Europa bekannte oder aus exotischen Lebensräumen stammende Tiere auf. Die Weiterentwicklung von Fabelwesen zu furchterregenden Kreaturen geht aber im Wesentlichen auf Bosch zurück. Er wollte das Böse in den Menschen sichtbar machen.
Er griff auch die Traditionen der Marginalien aus der Buchmalerei seiner Zeit auf, die
Fabelwesen, aber auch andere Themen wie den Topos der „verkehrten Welt“ oder reine Ornamentik kannten.

#### Das geheimnisvolle Gesicht

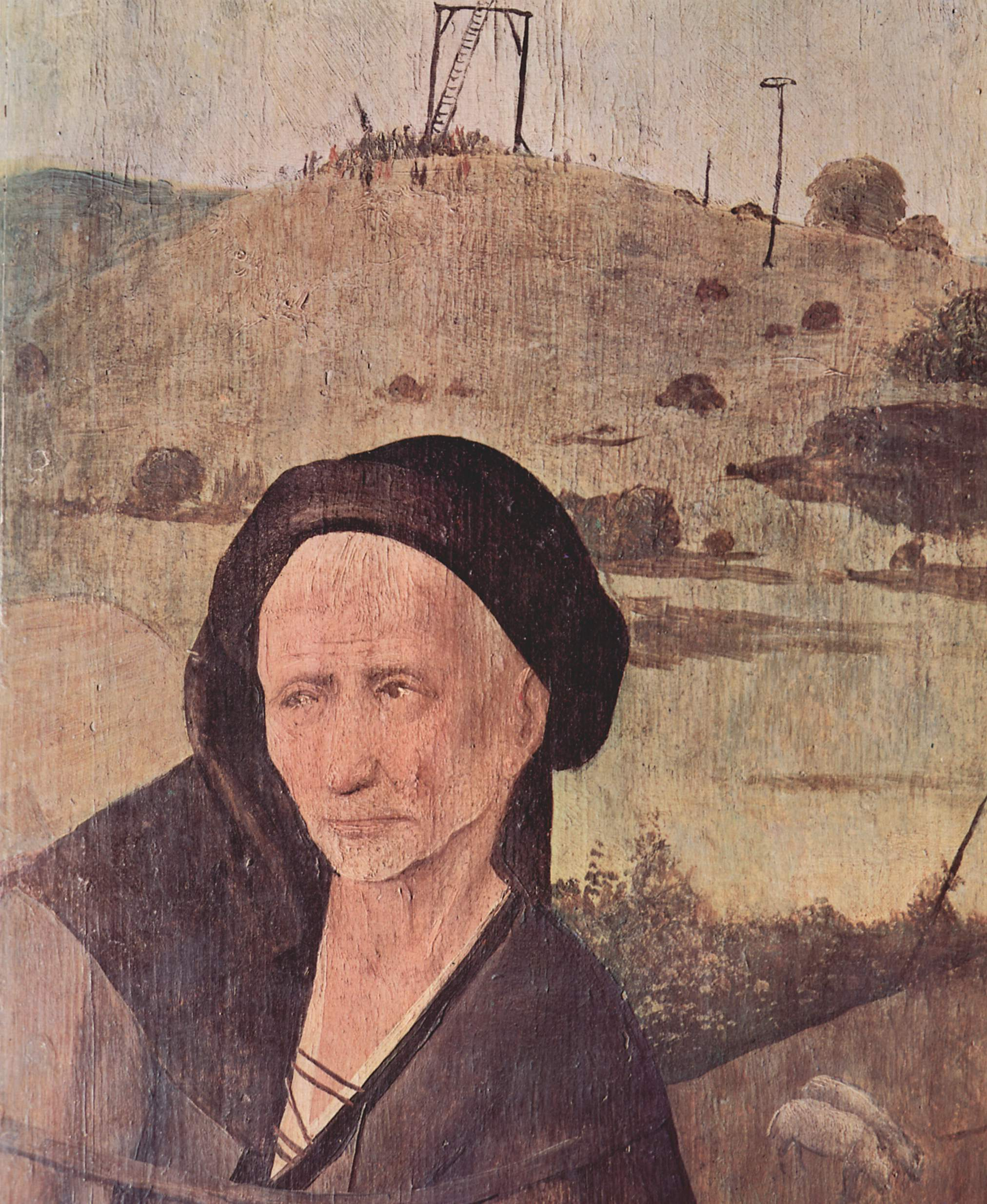
Detail (Pilger) auf dem Außenflügel des Heuwagen-Triptychons in Madrid

Auf den Massenbildern wie dem Garten der Lüste sind die Gesichtszüge stark vereinfacht oder karikaturenhaft. Es gibt jedoch auch genaue, naturalistische Gesichtsabbildungen, wie sie für einen Maler der Renaissance kennzeichnend sind. In manchen Bildern und Triptychen taucht immer wieder ein Gesicht auf: es ist auf der oktogonalen Tafel in Rotterdam Der Wanderer (auch Der Landstreicher genannt) sowie Der verlorene Sohn / Der Pilger auf dem Außenflügel des Heuwagen-Triptychons in Madrid zu sehen. Ähnlichkeiten werden zwischen diesem und dem Gesicht des „Baummenschen“ (Triptychon Der Garten der Lüste) ausgemacht.
Die Abbildung spiegelt eine ebenmäßige Gesichtsform mit einer langen Nase wider. Der Blick scheint nachdenklich und abgeklärt. Auf dem linken Flügel des Triptychons Die Versuchung des Heiligen Antonius hilft (neben zwei Mönchen) eine weltlich gekleidete Person Antonius über eine Brücke – es ist das gleiche Gesicht, nur etwas älter. Und schließlich: Auf dem Bild Johannes auf Patmos sitzt neben dem Heiligen ein echsenähnliches Tier, und dieses trägt, ebenso wie ein kleiner geflügelter Dämon am unteren Rand des Bildes Tod eines Geizhalses, die beschriebenen Gesichtszüge.

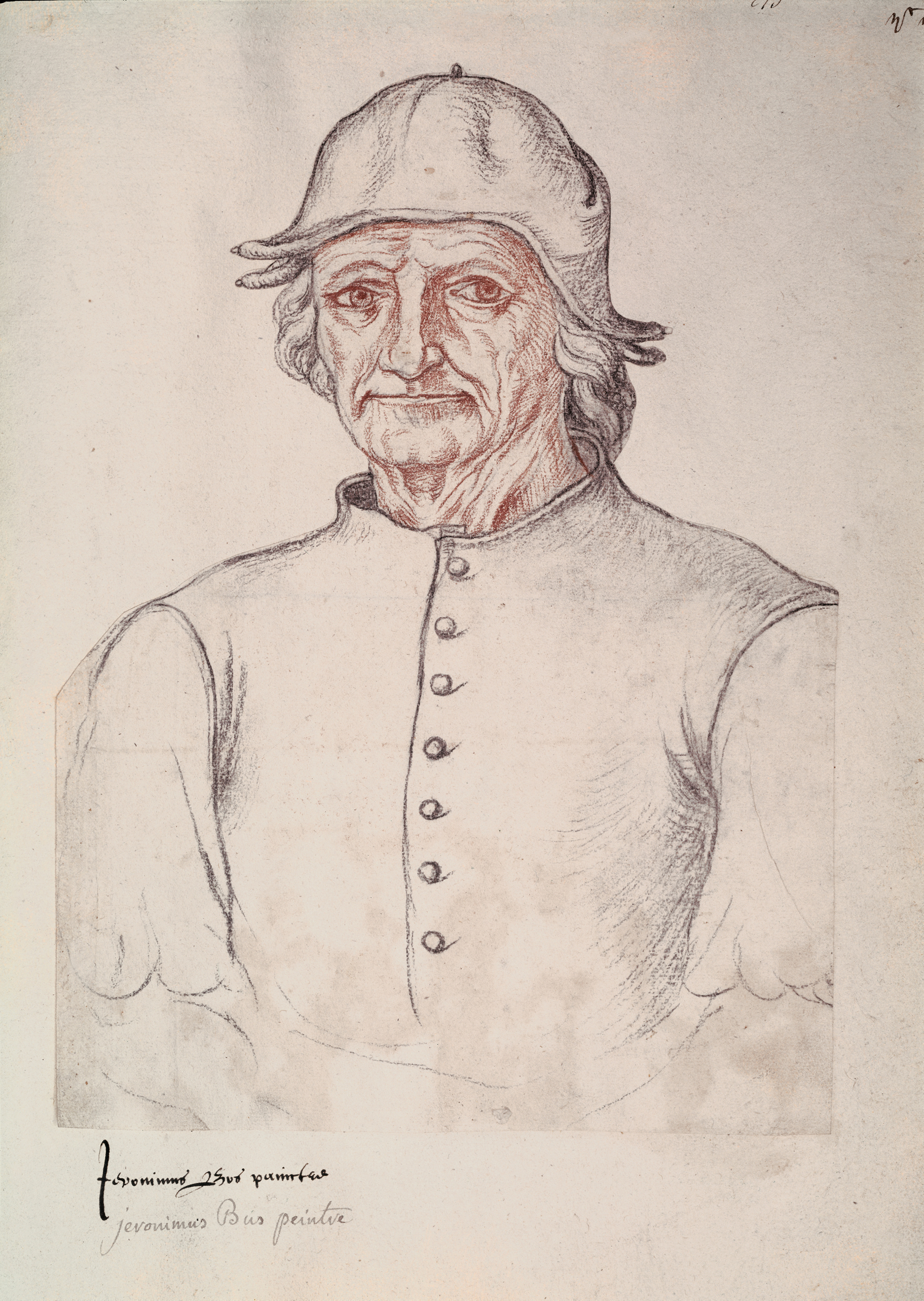
Phantasie-Porträt Boschs (um 1550), Jacques Le Boucq zugeschrieben

Manche vermuten eine Selbstdarstellung Hieronymus Boschs, andere einen Auftraggeber. Wilhelm Fraenger sah hier und in zahlreichen ähnlichen wiederkehrenden Porträt-Köpfen auf Bildern von Bosch den 1496 konvertierten Juden Jacop van Almaengin dargestellt, der so etwas wie Mäzen und Großmeister von Boschs Loge in ’s-Hertogenbosch gewesen sei, geistiges Vorbild und Auftraggeber des Malers. Letztere Vermutung erscheint allerdings wegen der negativen Anmutung durch die Kombination des Gesichts mit monsterähnlichen Körperteilen, beispielsweise bei Johannes auf Patmos, als unwahrscheinlich.
Von Hieronymus Bosch gibt es nur ein einziges, oft kopiertes, „Porträt“, eine posthume Zeichnung von ca. 1550 mit ungeklärter Herkunft und Authentizität. Seine dort ausgewiesenen Gesichtszüge entsprechen nicht der von ihm so oft gemalten Person. Marijnissen/Ruyffelaere schreiben: „Offensichtlich war es Hannema (De Verloren Zoon van Jheronymus Bosch, Jaarsverlag Museum Boymans, 1931), der die Hypothese einführte, dass die Person ein Selbstbildnis Boschs sein könnte. Manche Autoren sprechen von einem spirituellen Selbstbildnis“.

## Rezeption

### Malerei
Die Maler des nördlichen Manierismus Jan Wellens de Cock (um 1475/80–1527/28), Jan Mandyn (um 1500–1560), Herri met de Bles (um 1500/10–1555/60) und Pieter Huys (um 1519/20–1581/84) werden einer Gruppe von niederländischen/flämischen Malern zugeordnet, die die Tradition von Hieronymus Bosch und seiner fantastischen Malerei, besonders seiner Antoniusversuchungen, fortführten.
Der Einfluss Boschs auf den modernen Surrealismus wurde von Salvador Dalí zurückgewiesen. Laut Dalí sind „Boschs Monster […] Produkt des nebelverhangenen Nordens und der schrecklichen Verdauungsstörungen des Mittelalters. Das Ergebnis sind symbolische Charaktere, und die Satire hat ihren Vorteil aus dieser gigantischen Diarrhoe gezogen. An diesem Universum bin ich nicht interessiert. Wir haben hier das genaue Gegenteil von Monstern, die auf andere Weise geboren werden und die im Gegensatz dazu von einem Überschuss an mediterranem Licht leben.“

### Andere Kunstgattungen
Literatur
- Nelly Sachs schrieb ein Gedicht mit dem Titel Hieronymus Bosch. Es findet sich im Band Fahrt ins Staublose (1961) im Zyklus Dornengekrönt.
- In Arno Schmidts Dialogroman Abend mit Goldrand (1975) ist Der Garten der Lüste das vielfach und vieldeutig referenzierte Hauptkunstwerk.
- In der Jugendbuchserie Florenturna (2009) von Kathrin Lange taucht Bosch als Figur auf. Die Monster in dieser Spiegelweltgeschichte stammen großteils aus dem Garten der Lüste.

Musik
- Serge Nigg komponierte eine Jérôme Bosch Symphonie (1959, uraufgeführt beim Festival de Strasbourg).
- Walter Steffens widmete sich in Pintura del Mundo (1968, uraufgeführt vom Philharmonischen Staatsorchester Hamburg) dem Garten der Lüste.
- Jo van den Booren komponierte Triptiek - Ode aan Jeroen Bosch (1977).
- Johannes Kalitzke schrieb eine Berceuse intégrale pour Hieronymus Bosch (1982/83, uraufgeführt vom Sinfonieorchester des SWF).
- Ruth Schönthal komponierte The Canticles of Hieronymus (1986, nach dem Garten der Lüste) und The Temptation of St. Anthony (1989/90).
- Horst Lohse schuf eine vierteilige Werkreihe: Die sieben Todsünden (1989, uraufgeführt durch Theo Brandmüller) – Die vier letzten Dinge (1996/97, uraufgeführt durch die Bamberger Symphoniker) – Cave cave Dominus videt (2011/12, Text: Michael Herrschel, uraufgeführt durch Sirka Schwartz-Uppendieck und den Autor, CD-Aufnahme mit Robert Hunger-Bühler) – Das Steinschneiden (2020, Text: Michael Herrschel).
- Friedrich Keil schrieb Bühnenmusik zum Theaterstück Hieronymus Bosch von Alexander Melach (1991).
- Hieronymus Bosch war der Name einer Progressive-Metal-Band (1993–2010).
- Im Musikvideo zum Song Until It Sleeps von Metallica (1996) wurden Motive aus Gemälden von Bosch nachgestellt.
- Irinel Anghel komponierte Entre le Ciel et l’Enfer – Hommage a Bosch (1997).
- Franz Danksagmüller umkreiste in Circuli (2012) musikalisch den Garten der Lüste.
- Detlev Glanert schrieb ein Requiem für Hieronymus Bosch (2015/16, uraufgeführt durch das Concertgebouw-Orchester).
- Susanna Wallumrød veröffentlichte mit ihrer Band The Brotherhood of Our Lady das Album Garden of Earthly Delights (2019).

Tanz
- Der Garten der Lüste wurde choreografiert von Blanca Li (Le jardin des délices, Festival Montpellier Danse 2009).

Film
- In Brügge sehen … und sterben? (2008) thematisierte Martin McDonagh Das Jüngste Gericht von Bosch.
- Der Ermittler in der Krimiserie Bosch (2014–2021; Fortsetzung: Bosch: Legacy, 2022) hieß Hieronymus „Harry“ Bosch. Literarische Vorlage war die Harry-Bosch-Reihe (ab 1992) von Michael Connelly.
- Für zwei Folgen der Serie Art of Crime war Bosch titelgebend: Der Maler des Teufels (2018).

## Filme
– chronologisch –
- ’s-Hertogenbosch: Heimat des genialen Hieronymus Bosch. (OT: Jérôme Bosch, le génie de Bois-Le-Duc.) Dokumentarfilm, Frankreich, 2022, 14:04 Min., Buch und Regie: Anna-Gaëlle Brault, Produktion: arte, Reihe: Stadt Land Kunst (OT: Invitation Au Voyage), Erstsendung: 14. Januar 2022 bei arte, Inhaltsangabe von ARD, Internet-Video aufrufbar bis zum 14. April 2024.

- Das Geheimnis der Meister – Bosch. Dokumentarfilm, Niederlande, 2017, 36:25 Min., Buch und Regie: Marc Pos, Produktion: Posvideo, ZDF, 3sat, Reihe: Das Geheimnis der Meister, Erstsendung: 21. Dezember 2017 bei 3sat, Inhaltsangabe von ARD, Internet-Video aufrufbar bis zum 31. Januar 2025.

- Das Hieronymus Bosch Mysterium. (OT: El Bosco. El jardín de los sueños. Alternativtitel: Le mystère de Jérôme Bosch.) Dokumentarfilm, Spanien, 2016, 84:03 Min., Buch: Cristina Otero Roth, Regie: José Luis López-Linares, Produktion: López-Li Films, Mondex & Cie., Museo Nacional del Prado, deutsche Erstsendung: 14. Oktober 2018 bei arte, Inhaltsangabe von ARD, Vorschau, 1:33 Min. von arte, Internet-Video von Internet Archive. 
Mit Interpretationen u. a. von dem spanischen Maler und Bildhauer Miquel Barceló, dem chinesischen Bildhauer und Maler Cai Guo-Qiang, dem amerikanischen Dirigenten und Cembalisten William Christie, dem französischen Philosophen und Schriftsteller Michel Onfray, dem türkischen Schriftsteller Orhan Pamuk und dem indisch-britischen Schriftsteller Salman Rushdie.

- Hieronymus Bosch – Vom Teufel berührt. Dokumentarfilm, Niederlande, 2016, 59:14 min., Buch und Regie: Pieter van Huijstee, Produktion: Pieter van Huijstee Film, NTR, deutsche Erstsendung: 21. August 2016 bei arte,  Inhaltsangabe von arte, (Memento vom 23. August 2016 im Internet Archive).

- Die wundersame Welt des Hieronymus Bosch. (OT: The Curious World of Hieronymus Bosch.) Dokumentarfilm, Großbritannien, 2016, 87 Min., Buch und Regie: David Bickerstaff, Moderator: Peter Greenaway, Produktion: Seventh Art Productions, deutscher Kinostart: 19. März 2017, Vorschau und Inhaltsangabe von Filmstarts. Anlässlich zur Ausstellung „Jheronimus Bosch – Visions of Genius“ im  Noordbrabants Museum, ’s-Hertogenbosch.

- Die Versuchung des heiligen Antonius, 1501, Hieronymus Bosch. (OT: La tentation de Saint Antoine, 1501, Jérôme Bosch.) Dokumentarfilm, Frankreich, 2015, 26:01 Min., Buch: Yves Nilly, Regie: Carlos Franklin, Produktion: Les Poissons Volants, arte France, RMN - Grand Palais, Réseau Canopé, Reihe: Hundert Meisterwerke und ihre Geheimnisse (OT: Les petits secrets des grand tableaux), Erstsendung: 4. September 2016 bei arte, Inhaltsangabe von ARD.

- Joseph Leo Koerner: „Hieronymus Boschs Feindschaft“. Vortrag mit Illustrationen vor der Carl Friedrich von Siemens Stiftung, Deutschland, 6. Juli 2005, 43:35 Min., Produktion: Gigaherz, SWR, Reihe: Tele-Akademie, Inhaltsangabe von ARD.

- Das Narrenschiff. Dokumentarfilm, Deutschland, 2002, 28 Min., Buch und Regie: Stephan Bleek, Produktion: zb Media, Erstsendung: 2003 bei arte, Inhaltsangabe von ARD.

- Der Garten der Lüste.  (Alternativtitel: Jérôme Bosch.) Dokumentarfilm, Deutschland, 2002, 27 Min., Buch und Regie: Stephan Bleek, Produktion: zb Media, Erstsendung: 21. Dezember 2002 bei arte[11], Inhaltsangabe von zb Media.